# Tennis Channel Open 2001 - Qualificazioni singolare
Le qualificazioni del singolare  del Tennis Channel Open 2001 sono state un torneo di tennis preliminare per accedere alla fase finale della manifestazione. I vincitori dell'ultimo turno sono entrati di diritto nel tabellone principale. In caso di ritiro di uno o più giocatori aventi diritto a questi sono subentrati i lucky loser, ossia i giocatori che hanno perso nell'ultimo turno ma che avevano una classifica più alta rispetto agli altri partecipanti che avevano comunque perso nel turno finale.
Le qualificazioni del torneo Tennis Channel Open 2001 prevedevano 32 partecipanti di cui 4 sono entrati nel tabellone principale.

## Teste di serie
1. Hicham Arazi (primo turno)
2. Antony Dupuis (primo turno)
3. Andrea Gaudenzi (Qualificato)
4. Paradorn Srichaphan (primo turno)

1. Cecil Mamiit (primo turno)
2. Lars Burgsmüller (ultimo turno)
3. André Sá (ultimo turno)
4. Tomáš Zíb (secondo turno)

## Qualificati
1. Dušan Vemić
2. Adrian Voinea

1. Andrea Gaudenzi
2. Alex O'Brien

## Tabellone

### Legenda
| - Q = Qualificato - WC = Wild card - LL = Lucky loser | - ALT = Alternate - SE = Special Exempt - PR = Protected Ranking | - w/o = Walkover - r = Ritirato - d = Squalificato |

### Sezione 1
|  | Primo turno     | Primo turno      | Primo turno      | Primo turno | Primo turno |  |  | Secondo turno   | Secondo turno    | Secondo turno    | Secondo turno    | Secondo turno |   |   | Ultimo turno | Ultimo turno | Ultimo turno | Ultimo turno | Ultimo turno |  |
|  |                 |                  |                  |             |             |  |  |                 |                  |                  |                  |               |   |   |              |              |              |              |              |  |
|  |                 | Marcos Ondruska  | Marcos Ondruska  | 6           | 7           |  |  |                 |                  |                  |                  |               |   |   |              |              |              |              |              |  |
|  | 1               | Hicham Arazi     | Hicham Arazi     | 3           | 64          |  |  | Marcos Ondruska | Marcos Ondruska  | 6                | 2                | 4             |   |   |              |              |              |              |              |  |
|  | Dušan Vemić     | Dušan Vemić      | Dušan Vemić      | 7           | 6           |  |  | Dušan Vemić     | Dušan Vemić      | 3                | 6                | 6             |   |   |              |              |              |              |              |  |
|  | David Wheaton   | David Wheaton    | David Wheaton    | 5           | 3           |  |  |                 |                  |                  |                  |               |   |   |              | Dušan Vemić  | 2            | 6            | 6            |  |
|  | Robert Kendrick | Robert Kendrick  | Robert Kendrick  | 6           | 6           |  |  |                 |                  | 6                | Lars Burgsmüller | 6             | 2 | 4 |              |              |              |              |              |  |
|  | Jeff Williams   | Jeff Williams    | Jeff Williams    | 2           | 2           |  |  |                 | Robert Kendrick  | Robert Kendrick  | 63               | 2             |   |   |              |              |              |              |              |  |
|  | 6               | Lars Burgsmüller | Lars Burgsmüller | 6           | 7           |  |  | 6               | Lars Burgsmüller | Lars Burgsmüller | 7                | 6             |   |   |              |              |              |              |              |  |
|  |                 | Alex Kim         | Alex Kim         | 4           | 5           |  |  |                 |                  |                  |                  |               |   |   |              |              |              |              |              |  |

### Sezione 2
|  | Primo turno         | Primo turno         | Primo turno        | Primo turno | Primo turno |  |  | Secondo turno       | Secondo turno       | Secondo turno       | Secondo turno      | Secondo turno      |   |   | Ultimo turno  | Ultimo turno  | Ultimo turno  | Ultimo turno | Ultimo turno |  |
|  |                     |                     |                    |             |             |  |  |                     |                     |                     |                    |                    |   |   |               |               |               |              |              |  |
|  |                     | Adrian Voinea       | 6                  | 4           | 6           |  |  |                     |                     |                     |                    |                    |   |   |               |               |               |              |              |  |
|  | 2                   | Antony Dupuis       | 0                  | 6           | 4           |  |  | Adrian Voinea       | Adrian Voinea       | Adrian Voinea       | 7                  | 7                  |   |   |               |               |               |              |              |  |
|  | Alejandro Hernández | Alejandro Hernández | 65                 | 6           | 6           |  |  | Alejandro Hernández | Alejandro Hernández | Alejandro Hernández | 65                 | 6                  |   |   |               |               |               |              |              |  |
|  | Eyal Ran            | Eyal Ran            | 7                  | 0           | 3           |  |  |                     |                     |                     |                    |                    |   |   | Adrian Voinea | Adrian Voinea | Adrian Voinea | 6            | 6            |  |
|  | Dmitrij Tursunov    | Dmitrij Tursunov    | 6                  | 3           | 6           |  |  |                     |                     | Paul-Henri Mathieu  | Paul-Henri Mathieu | Paul-Henri Mathieu | 4 | 2 |               |               |               |              |              |  |
|  | Renzo Furlan        | Renzo Furlan        | 3                  | 6           | 3           |  |  | Dmitrij Tursunov    | Dmitrij Tursunov    | Dmitrij Tursunov    | 62                 | 2                  |   |   |               |               |               |              |              |  |
|  |                     | Paul-Henri Mathieu  | Paul-Henri Mathieu | 6           | 6           |  |  | Paul-Henri Mathieu  | Paul-Henri Mathieu  | Paul-Henri Mathieu  | 7                  | 6                  |   |   |               |               |               |              |              |  |
|  | 5                   | Cecil Mamiit        | Cecil Mamiit       | 4           | 3           |  |  |                     |                     |                     |                    |                    |   |   |               |               |               |              |              |  |

### Sezione 3
|  | Primo turno        | Primo turno        | Primo turno     | Primo turno | Primo turno |  |  | Secondo turno | Secondo turno   | Secondo turno   | Secondo turno | Secondo turno |   |   | Ultimo turno | Ultimo turno    | Ultimo turno    | Ultimo turno | Ultimo turno |  |
|  |                    |                    |                 |             |             |  |  |               |                 |                 |               |               |   |   |              |                 |                 |              |              |  |
|  | 3                  | Andrea Gaudenzi    | Andrea Gaudenzi | 6           | 6           |  |  |               |                 |                 |               |               |   |   |              |                 |                 |              |              |  |
|  |                    | Ján Krošlák        | Ján Krošlák     | 1           | 3           |  |  | 3             | Andrea Gaudenzi | Andrea Gaudenzi | 7             | 6             |   |   |              |                 |                 |              |              |  |
|  | Bo Hodge           | Bo Hodge           | Bo Hodge        | 6           | 6           |  |  |               | Bo Hodge        | Bo Hodge        | 65            | 2             |   |   |              |                 |                 |              |              |  |
|  | Michael Hill       | Michael Hill       | Michael Hill    | 3           | 4           |  |  |               |                 |                 |               |               |   |   | 3            | Andrea Gaudenzi | Andrea Gaudenzi | 7            | 6            |  |
|  | Fredrik Giers      | Fredrik Giers      | 5               | 7           | 6           |  |  |               |                 | 7               | André Sá      | André Sá      | 5 | 1 |              |                 |                 |              |              |  |
|  | Jan Frode Andersen | Jan Frode Andersen | 7               | 65          | 3           |  |  |               | Fredrik Giers   | Fredrik Giers   | 3             | 64            |   |   |              |                 |                 |              |              |  |
|  | 7                  | André Sá           | André Sá        | 6           | 6           |  |  | 7             | André Sá        | André Sá        | 6             | 7             |   |   |              |                 |                 |              |              |  |
|  |                    | Mike Bryan         | Mike Bryan      | 2           | 1           |  |  |               |                 |                 |               |               |   |   |              |                 |                 |              |              |  |

### Sezione 4
|  | Primo turno       | Primo turno         | Primo turno         | Primo turno | Primo turno |  |  | Secondo turno | Secondo turno | Secondo turno | Secondo turno | Secondo turno |   |   | Ultimo turno | Ultimo turno | Ultimo turno | Ultimo turno | Ultimo turno |  |
|  |                   |                     |                     |             |             |  |  |               |               |               |               |               |   |   |              |              |              |              |              |  |
|  |                   | Bob Bryan           | Bob Bryan           | 6           | 6           |  |  |               |               |               |               |               |   |   |              |              |              |              |              |  |
|  | 4                 | Paradorn Srichaphan | Paradorn Srichaphan | 3           | 1           |  |  | Bob Bryan     | Bob Bryan     | Bob Bryan     | 4             | 2             |   |   |              |              |              |              |              |  |
|  | Kevin Kim         | Kevin Kim           | 3                   | 6           | 6           |  |  | Kevin Kim     | Kevin Kim     | Kevin Kim     | 6             | 6             |   |   |              |              |              |              |              |  |
|  | Justin Bower      | Justin Bower        | 6                   | 3           | 4           |  |  |               |               |               |               |               |   |   | Kevin Kim    | Kevin Kim    | Kevin Kim    | 4            | 63           |  |
|  | Alex O'Brien      | Alex O'Brien        | Alex O'Brien        | 6           | 6           |  |  |               |               | Alex O'Brien  | Alex O'Brien  | Alex O'Brien  | 6 | 7 |              |              |              |              |              |  |
|  | Giovanni Lapentti | Giovanni Lapentti   | Giovanni Lapentti   | 3           | 3           |  |  |               | Alex O'Brien  | Alex O'Brien  | 6             | 7             |   |   |              |              |              |              |              |  |
|  | 8                 | Tomáš Zíb           | 6                   | 3           | 6           |  |  | 8             | Tomáš Zíb     | Tomáš Zíb     | 4             | 5             |   |   |              |              |              |              |              |  |
|  |                   | Zack Fleishman      | 4                   | 6           | 4           |  |  |               |               |               |               |               |   |   |              |              |              |              |              |  |